# 异果小檗
异果小檗（学名：Berberis heteropoda）为小檗科小檗属的植物。分布在中国大陆的新疆等地，生长于海拔950米至3,200米的地区，多生长在灌丛中、石质山坡、疏林、云杉林下、河滩地和干旱荒漠草原，目前尚未由人工引种栽培。